# Syneches matemus
Syneches matemus är en tvåvingeart som beskrevs av Charles Howard Curran 1936. Syneches matemus ingår i släktet Syneches och familjen puckeldansflugor. Inga underarter finns listade i Catalogue of Life.